# McLaren MP4/2
McLaren MP4/2 byl monopost Formule 1, navržený inženýrem stáje McLaren Johnem Barnardem, pro rok 1984. V lehce pozměněné verzi byl použit ještě v letech 1985 a 1986 jako MP4/2B, respektive MP4/2C. Vůz MP4/2 byl založen na modelu McLaren MP4/1E, který McLaren používal jako testovací monopost v závěru sezony 1983.
MP4/2 vyhrálo celkem 22 Velkých cen (Prost 16; Lauda 6), získalo 7 pole positions (Prost 6; Rosberg, 1), získalo 327,5 bodu. To přispělo k 2 titulům v Poháru konstruktérů a 3 jezdeckým titulům. Tento monopost stálé zůstává nejúspěšnějším v historii Formule 1.

## Počátky
Monopost MP4/2 používal jako většina konkurentů celokarbonové šasi. McLaren jako první použil tvar zadní části vozu připomínající láhev od Coca-Coly, ve výsledku to zlepšilo obtékání zadních kol. Byl v něm používán šestiválcový motor s válci od společnosti TAG Porsche. Tento motor byl na popud Nikiho Laudy, který se obával, že motor by byl bez testů nekonkurenceschopný, poprvé použit už v závěru sezony 1983. Stávající podvozek MP4/1 byl upraven a posílen, aby se motor dal použít v posledním závodě roku 1983, Lauda tehdy svým výkonem dokázal, že je motor konkurenceschopný a že dokáže bojovat o přední umístění.

## 1984

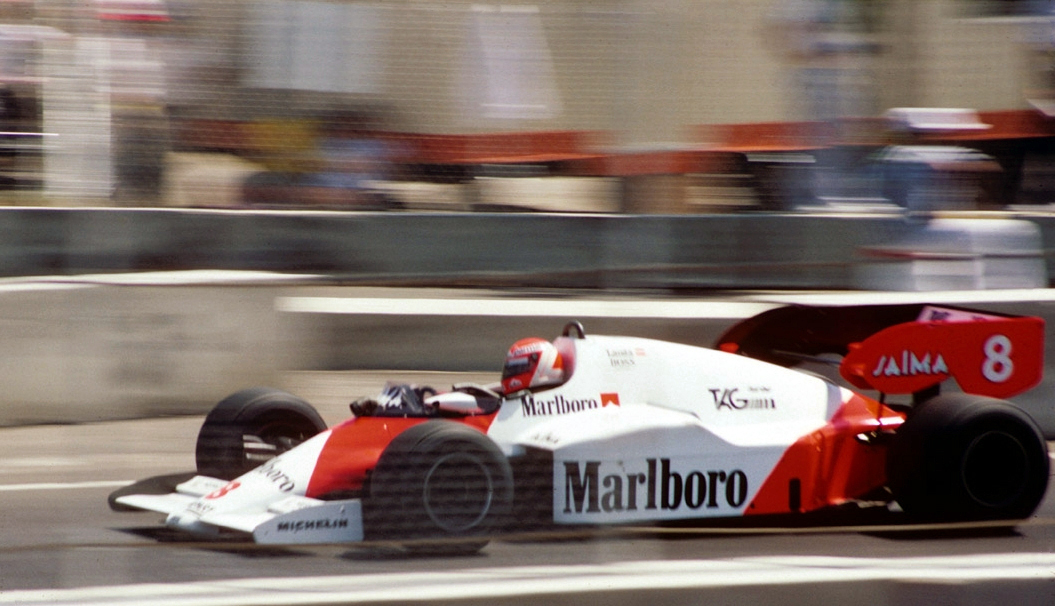
Niki Lauda s MP4/2 ve Velké ceně USA 1984

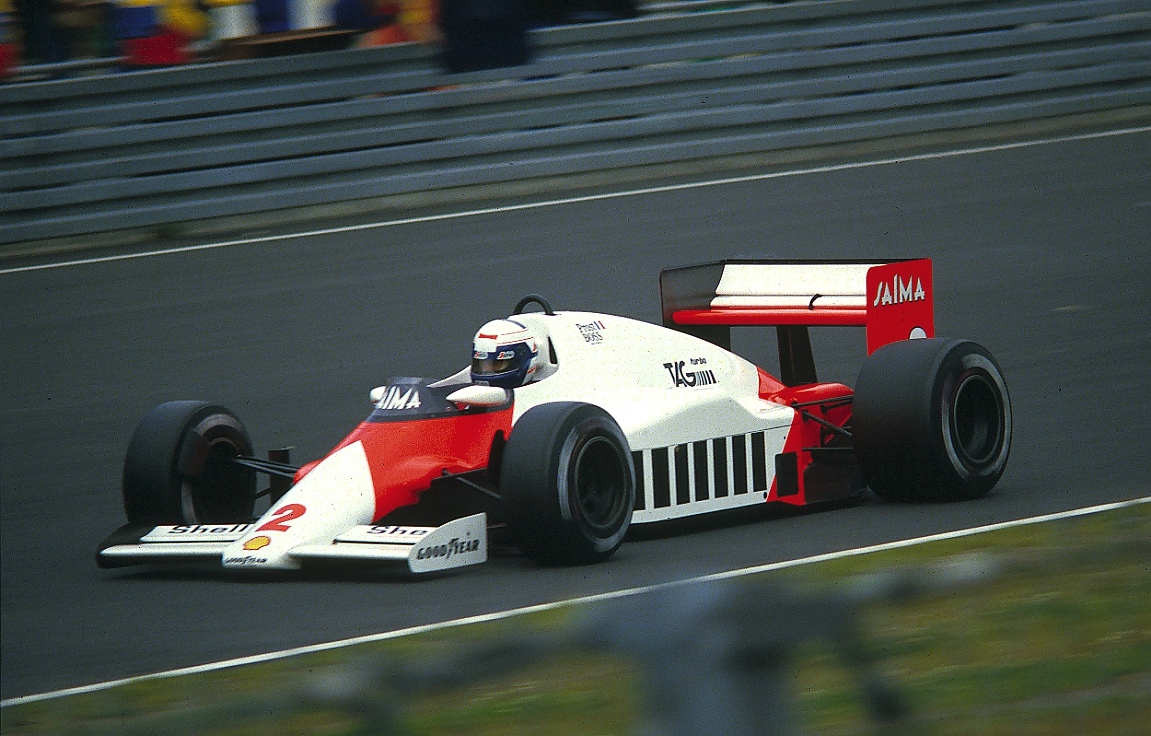
Alain Prost řídí McLaren MP4/2B ve Velké ceně Německa 1985

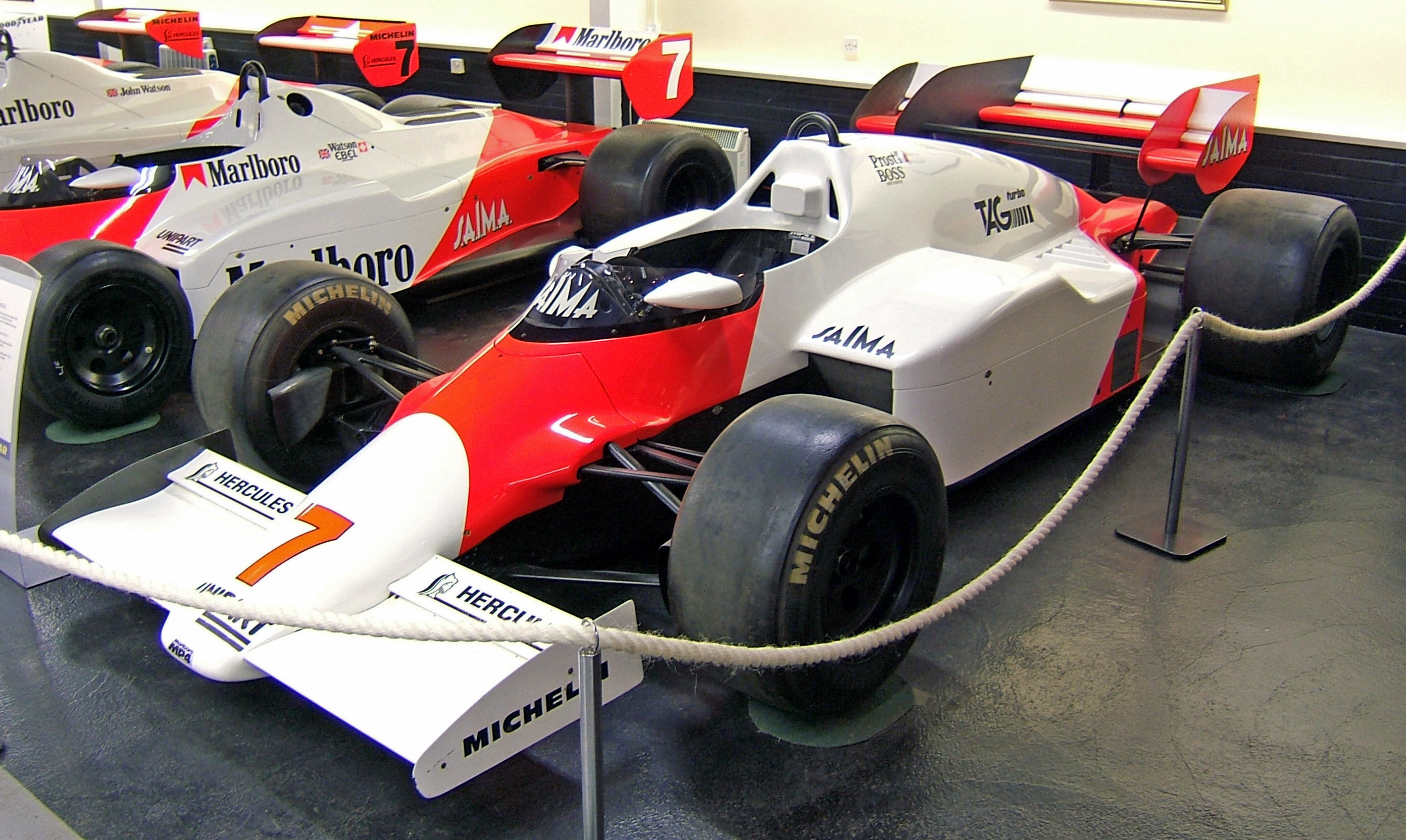
McLaren MP4/2 z roku 1984

V roce 1984 se k týmu McLaren připojil Alain Prost, který byl v sezoně 1983 v boji o mistrovský titul těsně poražen Nelsonem Piquetem. Prost byl po neúspěchu vyhozen od Renaultu, po sezoně Ron Dennis mladého Francouze angažoval místo Johna Watsona. Prost a Lauda byli impozantní kombinace. Oba výborně spolupracovali s techniky, což jim velmi pomohlo s vývojem monopostu a posunulo dál než ostatní.
MP4/2 byl jedním z mála monopostů F1, který v té době používal karbonové brzdy. Kombinací účinných brzd, nízké spotřeby a jezdeckého umění Laudy a Prosta vytěžila v roce 1984 stáj McLaren 12 vítězství. Lauda porazil Prosta v šampionátu o pouhý půlbod, stal se mistrem světa, přestože v sezoně měl jen pět vítězství oproti Prostovým sedmi. Jejich převaha byla patrná hlavně na vysokorychlostních okruzích. Často byly monoposty MP4/2 jediné, které dokončily závod ve stejném kole, taková to byla dominance. McLaren vyhrál pohár konstruktérů s velkým náskokem před týmem Ferrari. Ačkoliv MP4/2 nebyl nejrychlejší monopost v kvalifikacích (do té doby, dokud McLaren nezačal používat speciální motor jen pro kvalifikaci), často porazil vozy Brabham, ač používaly výkonnější motor BMW turbo; MP4/2 byl totiž mnohem spolehlivější.

## 1985
Pro sezonu 1985 byla monopostu MP4/2 upravena aerodynamika, v souladu s novými pravidly přebudována přítlačná křídla a kvůli přechodu z pneumatik Michelin ke Goodyearu muselo být upraveno také zavěšení kol. Nicméně soupeři dokázali McLaren ve vývoji dohnat. Michele Alboreto (Ferrari) bojoval s Prostem po většinu sezony, ale marně. Díky větší spolehlivosti MP4/2 se z titulu radoval Prost. Vyhrál svůj první šampionát a stačilo mu k tomu 5 vítězství. McLaren vyhrál už druhý pohár konstruktérů v řadě. Nikimu Laudovy se v této sezoně nedařilo, proto po svém jediném vítězství ve Velké ceně Nizozemska ohlásil, že po této sezoně končí ve Formuli 1.

## 1986
MP4/2 bylo v roce 1986 prakticky totožné jako v roce minulém (kromě kosmetických změn v aerodynamice), Před sezonou se k McLarenu připojil Fin Keke Rosberg. V té době byl Williams FW11 nejlepším vozem ve startovním poli, MP4/2 překonával hlavně rychlostí. Piquet, pro kterého to byla první sezona ve Williamsu, svedl se svým kolegou Mansellem mnoho bitev, čímž se ale obírali o důležité body. Zatím Prost chytře vyčkával na jejich chyby. Tato taktika mu vynesla druhý titul v kariéře. Po skončení této sezony už však bylo jasné, že motor TAG Porsche má svoje nejlepší léta za sebou.

## Kompletní výsledky
(tučné výsledky indikují pole position; výsledky kurzívou indikují nejrychlejší kolo v závodě)
| Rok  | Tým/Šasi       | Motor                     | Pneumatiky | Jezdci       | 1   | 2   | 3   | 4   | 5   | 6   | 7   | 8   | 9   | 10  | 11  | 12  | 13  | 14  | 15  | 16  | Body  | Umístění |
| ---- | -------------- | ------------------------- | ---------- | ------------ | --- | --- | --- | --- | --- | --- | --- | --- | --- | --- | --- | --- | --- | --- | --- | --- | ----- | -------- |
| 1984 | McLaren MP4/2  | TAG Porsche TTE PO1 V6 tc | Michelin   |              | BRA | RSA | BEL | SMR | FRA | MON | CAN | DET | DAL | GBR | GER | AUT | NED | ITA | EUR | POR | 143.5 | 1.       |
| 1984 | McLaren MP4/2  | TAG Porsche TTE PO1 V6 tc | Michelin   | Alain Prost  | 1   | 2   | Ret | 1   | 7   | 1   | 3   | 4   | Ret | Ret | 1   | Ret | 1   | Ret | 1   | 1   | 143.5 | 1.       |
| 1984 | McLaren MP4/2  | TAG Porsche TTE PO1 V6 tc | Michelin   | Niki Lauda   | Ret | 1   | Ret | Ret | 1   | Ret | 2   | Ret | Ret | 1   | 2   | 1   | 2   | 1   | 4   | 2   | 143.5 | 1.       |
| 1985 | McLaren MP4/2B | TAG Porsche TTE PO1 V6 tc | G          |              | BRA | POR | SMR | MON | CAN | DET | FRA | GBR | GER | AUT | NED | ITA | BEL | EUR | RSA | AUS | 90    | 1.       |
| 1985 | McLaren MP4/2B | TAG Porsche TTE PO1 V6 tc | G          | Niki Lauda   | Ret | Ret | 4   | Ret | Ret | Ret | Ret | Ret | 5   | Ret | 1   | Ret | PO  |     | Ret | Ret | 90    | 1.       |
| 1985 | McLaren MP4/2B | TAG Porsche TTE PO1 V6 tc | G          | Alain Prost  | 1   | Ret | DSQ | 1   | 3   | Ret | 3   | 1   | 2   | 1   | 2   | 1   | 3   | 4   | 3   | Ret | 90    | 1.       |
| 1985 | McLaren MP4/2B | TAG Porsche TTE PO1 V6 tc | G          | John Watson  |     |     |     |     |     |     |     |     |     |     |     |     |     | 7   |     |     | 90    | 1.       |
| 1986 | McLaren MP4/2C | TAG Porsche TTE PO1 V6 tc | G          |              | BRA | ESP | SMR | MON | BEL | CAN | DET | FRA | GBR | GER | HUN | AUT | ITA | POR | MEX | AUS | 94    | 2.       |
| 1986 | McLaren MP4/2C | TAG Porsche TTE PO1 V6 tc | G          | Alain Prost  | Ret | 3   | 1   | 1   | 6   | 2   | 3   | 2   | 3   | 6   | Ret | 1   | DSQ | 2   | 2   | 1   | 94    | 2.       |
| 1986 | McLaren MP4/2C | TAG Porsche TTE PO1 V6 tc | G          | Keke Rosberg | Ret | 4   | 5   | 2   | Ret | 4   | Ret | 4   | Ret | 5   | Ret | 9   | 4   | Ret | Ret | Ret | 94    | 2.       |